# تلمبه رحیمی و شرکا
تلمبه رحیمی و شرکا روستایی در دهستان گلستان بخش گلستان شهرستان سیرجان استان کرمان ایران است.

## جمعیت
بر پایه سرشماری عمومی نفوس و مسکن در سال ۱۳۹۵ جمعیت این مکان ۱۸ نفر (۵خانوار) بوده‌است.